# ティルチラーパッリ包囲戦 (1743年)
ティルチラーパッリ包囲戦（英語：Siege of Tiruchirappalli）は、1743年3月から8月にかけて、ティルチラーパッリにおいてニザーム王国およびカルナータカ太守とマラーター王国との間で行われた戦いである。

## 戦闘に至る経緯
1742年10月3日、カルナータカ太守サフダル・アリー・ハーンは宮廷内の争いから、ムルタザー・アリー・ハーンに暗殺された。 だが、デカン地方のニザーム王国がこれに介入し、1743年3月にアルコットを占領し、その幼い息子サアーダトゥッラー・ハーン2世が即位した。
一方、1741年初頭のティルチラーパッリ包囲戦以来、ティルチラーパッリはマラーター王国から派遣されたムラーリー・ラーオの支配下に置かれていた。
そして、ニザーム王国およびカルナータカ地方政権の連合軍は、マラーターの支配していたティルチラーパッリに兵が送った。

## 包囲戦
かくして、ニザーム王国とカルナータカ地方政権の圧倒的多数の大軍はティルチラーパッリを包囲するところとなった。
ハティルチラーパッリに立て籠もるマラーター軍は10,000人足らずであり、この大軍にかなうはずもなく、かなり不利な状況に追い込まれた。
8月29日、守将ムラーリー・ラーオは降伏してティルチラーパッリを明け渡し、連合軍は大した流血もなくこの地を奪い返した。

## その後の経過
こうして、ティルチラーパッリはニザーム王国の支配するところとなり、ニザーム側は本国に兵を引き上げ、ホージャ・アブドゥッラー・ハーンをこの地の代官とした。
1744年7月、太守サアーダトゥッラー・ハーン2世は殺害され、後見役であったアンワールッディーン・ハーンがニザームによって太守に任命され、同年には英仏間で第一次カーナティック戦争が勃発した。
1746年12月以降、マラーター王国の宰相バーラージー・バージー・ラーオの従兄弟サダーシヴ・ラーオ・バーウは南インドへと遠征し、ティルチラーパッリの周辺地域を奪い返した。ニザームの息子ナーシル・ジャングは奪い返そうとしたものの、逆に敗れて追い返されてしまった。
結局、この地域のマラーター勢力はのち、イギリスとフランスの両国によって一掃された。